# Calapnita vermiformis
Calapnita vermiformis är en spindelart som beskrevs av Simon 1892. Calapnita vermiformis ingår i släktet Calapnita och familjen dallerspindlar. Inga underarter finns listade.